# 皮埃尔·福沙尔
皮埃尔·福沙尔（法語：Pierre Fauchard，發音：[pjɛʁ foʃaʁ]；1679年1月2日—1761年3月21日），法国医生，被誉为“现代牙医学之父”。他以编写第一本关于牙医学的完整科学书籍——1728年出版的《外科牙医學》（Le Chirurgien Dentiste）而闻名。此书阐述了口腔解剖学和口腔病理学的基本内容，内容涉及蛀牙拔除、补牙、牙周疾病、正畸、移植、更换缺失牙齿等技术。

## 人物经历

### 早年
1679年，福沙尔出生于法国圣但尼德加斯蒂讷的一户普通人家。1693年，15岁的他因家庭贫困加入法国皇家海军。军中有一位名叫亚历山大（Alexander Poteleret）的牙科医生少校，他多年潜心研究牙齿口腔疾病，逐渐影响了入伍后的福沙尔。

期间，福沙尔了解到长期航行中的水手经常患牙病，尤其是敗血症。亚历山大少校将福沙尔领上了牙医学的道路，鼓励他学习调研前人在牙科治疗技术领域的发现，少校说他希望将自己在海上的医疗实践经验传播开来，这个理想让福沙尔当上了少校的学徒，最终学成当了一名军医。

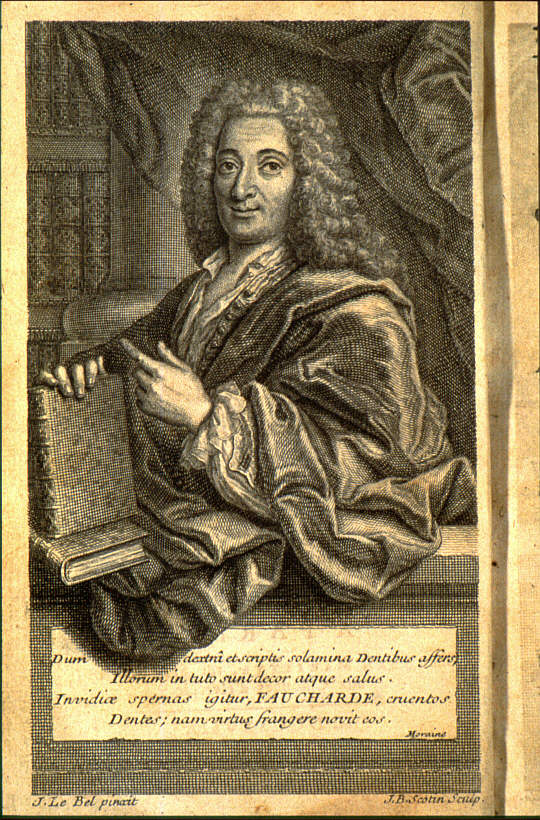
1728年版《外科牙醫學》中的福沙尔肖像画

### 青年牙医生涯
福沙尔退伍后，曾一度暂住在昂热，在昂热大学医院练习医术。期间，他开始了今天我们所熟知的一系列革命性医学研究，是口腔頜面外科领域的先锋。他经常自称“外科牙医”，而在17世纪牙医学尚不发达，牙医不会处理蛀牙只会一味拔除时，这个称呼十分罕见。尽管受到17世纪末18世纪初原始外科器械的限制，他仍被许多昂热大学医院的同事认为是技艺高超的外科医生。福沙尔曾即兴发明了许多重要的牙科器械，他常常改造制表匠、珠宝匠甚至理发师手里的工具为牙科用途。
他引入了补牙作为牙齿蛀蚀的治疗手段。他断定糖酸（比如酒石酸）是造成龋齿的主要原因，同时表明在龋齿晚期，牙齿周围的肿瘤会在牙齦上出现。

他也开创了假牙修复技术，发现了许多办法取代失去的牙齿。他认为替换物可以用人工制作部件，像是切割过的象牙或骨头，它们可以和天生器官同样有效。他说明了人造牙齿可以用金线或者蜡线系在轴枢上固定位置。他还将牙套引入牙医学，起初牙套是金子制成的。福沙尔发现，牙齿会随着固定其上的金属线圈移动，由此便可以矫正牙齿位置。

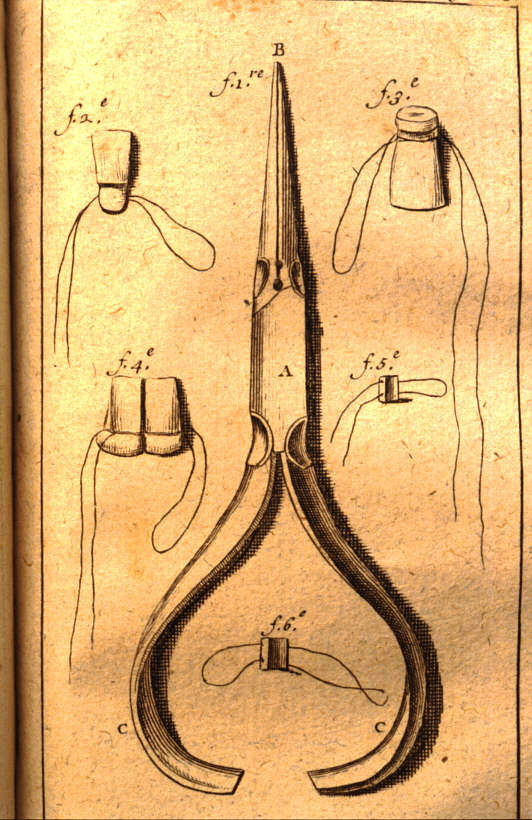
17世纪末，福沙尔发明的尖头牙医钳，用于牙齿修复术。

### 迁居巴黎与大作落成
1716年到1718年间，福沙尔离家云游法国精进医术，和其他的外科医生同行分享自己的实践经验，一时间声名鹊起。1718年，福沙尔移居巴黎。居住巴黎期间，他意识到许多医学图书馆中缺乏优质的牙医学教材，亟需一本教授口腔医学用的百科全书，便下定决心要把自己的临床经验撰文记录下来。
福沙尔花费数月，尽其所能收集医学研究书籍，访问了许多相识的牙医，又温习了自己在昂热期间写下的日记，只为写好这一部书。终于在1723年，福沙尔大作落成，他时年45岁。这部有600多页的书名为《外科牙医學》（Le Chirurgien Dentiste）。之后五年间，他又进一步寻访同行收集反馈，最终书稿增至783页，并在1728年分两卷出版。此书在欧洲医学圈内十分受欢迎，德语译本在1733年就已面世，1746年法语扩充版本出版，但英语译本直到两百多年后的1946年才出现。

### 逝世
1761年3月22日，福沙尔于巴黎去世，享年82岁。在下葬记录中，他被称为“口腔外科大师”（Maitre Chirurgien-Dentiste），成为了后世牙医们学习的榜样。

## 牙医学贡献

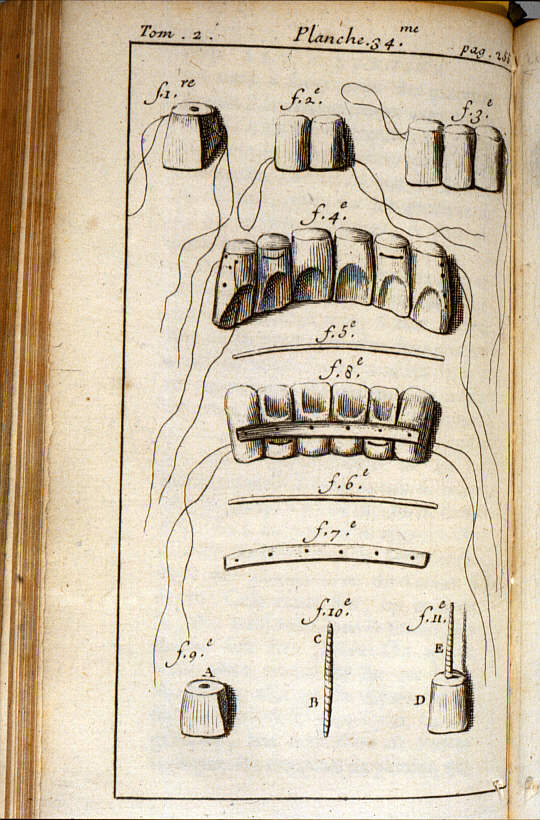
18世纪初，福沙尔在其著作书中的假牙装配步骤图示

### 福沙尔之前的牙医学
很长一段时间里，人们遇到牙科问题不去找医生，而常去找理发师或者拔牙人处理。拔牙人常常用牙科鹈鹕（一种形似鹈鹕嘴的工具）取出牙齿，但牙科鹈鹕并不十分精确，常常会把健康牙齿和问题牙齿一并扯出，甚至有时会带出部分下颌骨。那时的外科医生想要争取地位，自觉和拔牙人划清界限，因此福沙尔这样了解牙科知识的外科医生当时少有。因为那时没什么明确的牙科专著，牙齿方面的专题文献只能在外科论文中找到很多。
当时没有任何规定关于什么人可以从事牙科医疗，直到巴黎医学系（Paris Medical Faculty）颁布了1699年法令，设置了“牙齿专家”这一头衔，为牙科医学从业者提供认证。

### 从手艺到科学
福沙尔哀叹道当时的医学学术圈大大忽略了牙齿，他说：“最有名的外科医生们都放弃了这部分技能，至少是没怎么上心，他们的忽视导致一群一没理论二没经验的家伙玷污了牙医学，这群家伙无原则无方法地随便处理病人。”他认为当时有太多的拔牙人花费过多的时间在尝试和错误里积累经验，相反牙医从业者应当花时间学习怎么保住病人的牙齿。

### 卫生
福沙尔提出许多口腔清洁方面的意见，比如：
- 应每天早晨清洗口腔并用湿海绵擦拭牙齿
- 酒精兑水可以用作日常的口腔清洁溶液
- 牙刷上的棉布或者亚麻布太过粗糙，容易磨坏牙齿，故应用海绵代替
- 当时常见的洁牙剂原料，如砖、瓷、浮石、铝石灰等，对牙齿弊大于利17世纪晚期，福沙尔在研究口腔外科期间，发明的牙医外科工具。从左往右依次是锯子、镊子（两种）、锉刀（两种）、手钻。

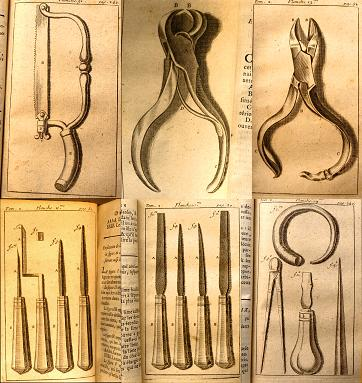
17世纪晚期，福沙尔在研究口腔外科期间，发明的牙医外科工具。从左往右依次是锯子、镊子（两种）、锉刀（两种）、手钻。

- 酸模汁、柠檬汁、硫酸盐酒精、食盐被观察到会损伤牙釉质
- 推荐使用珊瑚、蜥蜴血、熬焦的蜂蜜、珍珠、海螵蛸、小龙虾眼等材料，将其研磨浓缩成粉混合，作为洁牙剂
- 最好只在刷洗清洁效果不理想时使用洁牙剂

## 后世影响
法国啟蒙時代青年医生罗伯特·巴农（Robert Bunon）的学术思想受到福沙尔影响，他在牙釉質修补领域深耕研究多年。
另一位法国医生伊蒂安·布尔代（Etienne Bourdet）进一步研究福沙尔提出的人工假牙概念，改进了假牙材质，是首个对病人进行牙龈去除术的医生。
19世纪的美国牙医查宾·哈里斯（Chapin A. Harris）常常引用福沙尔的话，认为“考虑到（福沙尔）所处时代的限制，他将永远被铭记为现代牙医学的先驱和奠基者。”
1936年，新建立的皮埃尔·福沙尔牙医学院便以他的名字命名。
1961年，法国推出了关于福沙尔的纪念邮票，纪念他逝世200周年。

## 延伸阅读
- The Dental HiWay (Historical Overview)